# Franck Montagny

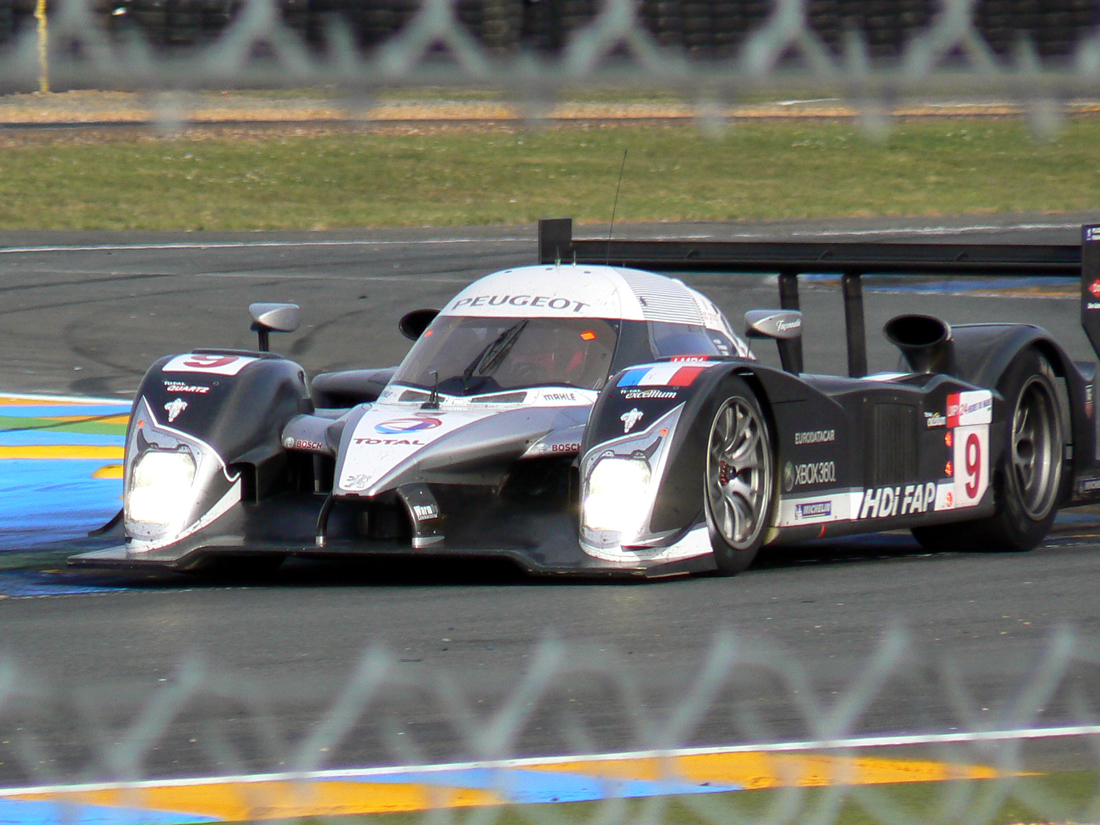
Franck Montagny podczas 24h Le Mans (2008)

Franck Montagny (ur. 5 stycznia 1978 w Feurs) – francuski kierowca wyścigowy.

## Kariera
Franck Montagny pierwsze sukcesy odniósł w kartingu, w latach 1992–1993 został dwukrotnie mistrzem Francji. Rok później wygrał mistrzostwa Formuły Campus we Francji. W latach 1995–1996 uczestniczył w Formule Renault, następnie na dwa lata przeniósł się do Francuskiej Formuły 3, gdzie w 1998 roku zajął drugie miejsce w końcowej klasyfikacji (rekordzista pod względem zwycięstw oraz kilometrów na prowadzeniu). Po F3 przyszedł czas na Formułę 3000. W ciągu dwóch lat wystąpił w 20 wyścigach notując jedno miejsce na podium (trzecie miejsce w Budapeszcie w 1999). Następnie przeniósł się do World Series by Nissan, gdzie zdobył mistrzostwo w 1999 i 2001 roku. W latach 2003–2005 pełnił funkcję kierowcy testowego zespołu Renault.
W sezonie 2004 był bliski debiutu w F1, lecz szef zespołu Renault – Flavio Briatore, zdecydował się na zastąpienie Jarno Trullego Jacques'em Villeneuve'em. Po zakończeniu sezonu 2005 postanowił opuścić francuski zespół.

### Starty w wyścigu 24 godziny Le Mans
W latach 1998–2002 startował w 24-godzinnym wyścigu Le Mans. Jego najlepszym rezultatem była szósta pozycja. Ponowny start Francuza w najsłynniejszym wyścigu długodystansowym świata przypadł na rok 2006.

### Super Aguri i Honda
Z początkiem sezonu 2006 przyjął ofertę zespołu Super Aguri zostając kierowcą testowym zespołu. Francuz nie był jednak w stanie uczestniczyć w piątkowych treningach, ponieważ zespół nie posiadał wystarczającej ilości bolidów. Ostatecznie powierzono mu rolę głównego kierowcy (zadebiutował w Grand Prix Europy). Zastąpił niedoświadczonego Yūji Ide. Ostatnim wyścigiem w barwach zespołu było domowe Grand Prix Francji. Po tym wyścigu jego miejsce zajął Sakon Yamamoto.
Montagny pozostał w Super Aguri do końca sezonu pełniąc rolę trzeciego kierowcy, uczestniczącego w piątkowych treningach. W październiku 2006 ogłosił podpisanie umowy z zespołem Toyota. Japoński zespół zaoferował mu pracę kierowcy testowego w sezonie 2007.

## Starty w Formule 1

### Wyniki
| Rok  | Zespół            | Samochód         | Silnik              | Wyniki w poszczególnych eliminacjach | Wyniki w poszczególnych eliminacjach | Wyniki w poszczególnych eliminacjach | Wyniki w poszczególnych eliminacjach | Wyniki w poszczególnych eliminacjach | Wyniki w poszczególnych eliminacjach | Wyniki w poszczególnych eliminacjach | Wyniki w poszczególnych eliminacjach | Wyniki w poszczególnych eliminacjach | Wyniki w poszczególnych eliminacjach | Wyniki w poszczególnych eliminacjach | Wyniki w poszczególnych eliminacjach | Wyniki w poszczególnych eliminacjach | Wyniki w poszczególnych eliminacjach | Wyniki w poszczególnych eliminacjach | Wyniki w poszczególnych eliminacjach | Wyniki w poszczególnych eliminacjach | Wyniki w poszczególnych eliminacjach | Pkt. | Msc. |
| ---- | ----------------- | ---------------- | ------------------- | ------------------------------------ | ------------------------------------ | ------------------------------------ | ------------------------------------ | ------------------------------------ | ------------------------------------ | ------------------------------------ | ------------------------------------ | ------------------------------------ | ------------------------------------ | ------------------------------------ | ------------------------------------ | ------------------------------------ | ------------------------------------ | ------------------------------------ | ------------------------------------ | ------------------------------------ | ------------------------------------ | ---- | ---- |
| 2006 | Super Aguri Honda | Super Aguri SA06 | Honda RA806E 2.4 V8 | Bahrajn                              | Malezja                              | Australia                            | San Marino                           | Unia Europejska                      | Hiszpania                            | Monako                               | Wielka Brytania                      | Kanada                               | Stany Zjednoczone                    | Francja                              | Niemcy                               | Węgry                                | Turcja                               | Włochy                               |                                      | Japonia                              | Brazylia                             | 0    | 27   |
| 2006 | Super Aguri Honda | Super Aguri SA06 | Honda RA806E 2.4 V8 | -                                    | -                                    | -                                    | -                                    | NU                                   | NU                                   | 16                                   | 18                                   | NU                                   | NU                                   | 16                                   | -                                    | -                                    | -                                    | -                                    | -                                    | -                                    | -                                    | 0    | 27   |

### Statystyki
| Sezon | Zespół | Konstruktor       | Zgł. | PKT | P. | P1 | P2 | P3 | Punkt. | PP | NO | NS | DK | NZ |
| --- | --- | ----------------- | ---- | --- | -- | -- | -- | -- | ------ | -- | -- | -- | -- | -- |
| 2006 | Super Aguri F1 | Super Aguri-Honda | 7    | -   | 24 | -  | -  | -  | -      | -  | -  | 4  | -  | -  |
| Razem | 1 | 1                 | 7    | -   | 24 | -  | -  | -  | -      | -  | -  | 4  | -  | -  |
| Sezon | Zespół | Konstruktor       | Zgł. | PKT | P. | P1 | P2 | P3 | Punkt. | PP | NO | NS | DK | NZ |
| \| Legenda \| Legenda \| \| ------------------------------------------ \| ------------------------------------------------------------------------------------------------------------------------------------------------------------------------------------------------------------------------------------------------------------------------------------------------------------------------------------------------------------------------------------------------------------------------------ \| \| Zgł. PKT P. P1 P2 P3 Punkt. PP NO NS DK NZ \| Liczba zgłoszeń do wyścigów Liczba zdobytych punktów Pozycja zajęta w klasyfikacji generalnej Liczba zwycięstw Liczba drugich miejsc Liczba trzecich miejsc Wyścigi, w których kierowca punktował Liczba zdobytych pole position Liczba zdobytych najszybszych okrążeń Wyścigi, w których kierowca był niesklasyfikowany Wyścigi, w których kierowca był zdyskwalifikowany Wyścigi, do których kierowca się nie zakwalifikował \| | |                   |      |     |    |    |    |    |        |    |    |    |    |    |
| Legenda | |                   |      |     |    |    |    |    |        |    |    |    |    |    |
| Zgł. PKT P. P1 P2 P3 Punkt. PP NO NS DK NZ | Liczba zgłoszeń do wyścigów Liczba zdobytych punktów Pozycja zajęta w klasyfikacji generalnej Liczba zwycięstw Liczba drugich miejsc Liczba trzecich miejsc Wyścigi, w których kierowca punktował Liczba zdobytych pole position Liczba zdobytych najszybszych okrążeń Wyścigi, w których kierowca był niesklasyfikowany Wyścigi, w których kierowca był zdyskwalifikowany Wyścigi, do których kierowca się nie zakwalifikował |                   |      |     |    |    |    |    |        |    |    |    |    |    |